# 兰佩茨洛克
兰佩茨洛克（法語：Lampertsloch，发音：[lampəʁt͡slɔk] 或 [lampəʁt͡slɔx]）是法国下莱茵省的一个市镇，属于阿格诺-维桑堡区（Haguenau-Wissembourg）和赖什索芬县（Reichshoffen）。该市镇总面积10.43平方公里，2009年时的人口为699人。

## 人口
兰佩茨洛克人口变化图示